# Hydrolycus wallacei
Hydrolycus wallacei är en fiskart som beskrevs av Toledo-piza, Menezes och Santos, 1999. Hydrolycus wallacei ingår i släktet Hydrolycus och familjen Cynodontidae. Inga underarter finns listade i Catalogue of Life.